# Nucli lenticular
El nucli lenticular o lentiforme és un nucli de substància grisa del cos estriat, situat sota i per fora del nucli caudat, completament exclòs de la cavitat del ventricle lateral. Totalment envoltat de substància blanca i comprès entre la càpsula interna i l'externa, en un tall sagital presenta la forma d'una lent biconvexa.
Hom hi distingeix tres segments: 
- L'extern, anomenat putamen.
- El mitjà.
- L'intern o globus pàl·lid.